# Petalocephala formosana
Petalocephala formosana är en insektsart som beskrevs av Matsumura 1912. Petalocephala formosana ingår i släktet Petalocephala och familjen dvärgstritar. Inga underarter finns listade i Catalogue of Life.